# 姜信孝
姜信孝（韓語：강신효），韓國電視劇導演。

## 作品

### 電視劇
- 2002年：SBS《純真年代》
- 2003年：SBS《All In 真愛宣言》
- 2005年：SBS《嫁給百萬富翁》
- 2006年：SBS《不良家族》
- 2007年：SBS《戀人啊》
- 2008年：SBS《老千》
- 2011年：SBS《Midas》
- 2013年：SBS《欲戴王冠，必承其重－繼承者們》
- 2018年：安徽衛視《王子咖啡店》
- 2018年：OCN《小神的孩子們》
- 2020年：tvN《九尾狐傳》
- 2023年：tvN《九尾狐傳1938》

## 外部連結
- NAVER搜索（页面存档备份，存于）